# بهمن (آباده)
بَهمَن شهری از توابع بخش بهمن صغاد شهرستان آباده در استان فارس می‌باشد.
شهر بهمن آرامگاه دو امامزاده واجب الاحترام احمد و جعفراست. از دیدنی‌های این شهر می‌توان به مقبره این دو امام زاده عزیز و کوچه باغ‌های با صفا و خوش آب و هوا مثل کوچه باغ سر آسیاب و چهارباغ و عیون آباد و باغ‌های خیابان خندق و گودالی، مزارع گندم و جو دولت‌آباد و زمین‌های زراعی بهمن و عباس‌آباد، دو قنات بزرگ و تاریخی این شهر، تپه نور الشهدا و تل حاجی‌آباد اشاره کرد. صنایع دستی بهمن اعم از گیوه، سفیداب، پوست ماستی، قالی دست بافت، گلیم، جاجیم و انواع دیگر صنایع کار با چوب هستند. سوغاتی‌های این شهر متشکل از محصولات باغی و زراعی و لبنی می‌باشد، لبنیات بهمن زبان زد کل منطقه و شهرستان است و به همین دلیل محصولات لبنی شهر بهمن به تمامی نقاط استان فارس و اصفهان صادر می‌شود. شهر بهمن به برکت حضور این امامزادگان احمد و جعفرقطب مذهبی شهرستان و بدون اغراق قطب مذهبی شمال فارس است.

## موقعیت جغرافیایی
شهر بهمن در میان کوه‌های داخلی زاگرس و ارتفاعات بهمنک کوچک و بزرگ قرار گرفته که تا ارتفاعات تل تبرک و ترسالی ایزدخواست ادامه دارند. هوایش معتدل و نسبت به شهر آباده سردتر است.

## جمعیت
در زمان سرشماری ملی سال ۲۰۰۶، جمعیت شهر ۶۴۸۴ نفر در ۱۶۰۴ خانوار بود که در ناحیه مرکزی قرار داشت. در سرشماری سال ۱۳۹۰ تعداد ۷۳۰۵ نفر در ۲۰۷۷ خانوار بوده است. سرشماری سال ۱۳۹۵ جمعیت این شهر را ۷۵۶۸ نفر در ۲۳۲۵ خانوار اندازه‌گیری کرد.